# Lorenzo Oleario De Bellagente
Lorenzo Oleario De Bellagente (Crotone, 16 giugno 1896 – Genova, 3 agosto 1958) è stato un calciatore italiano, di ruolo attaccante.

## Carriera
Inizia la carriera nel Milan nella stagione 1914-1915 in Prima Categoria (la massima serie dell'epoca); esordisce il 29 novembre 1914 in Bologna-Milan (0-1), chiudendo la stagione con 2 presenze ed un gol.
Torna a vestire la maglia del Milan alla ripresa dei campionati dopo la prima guerra mondiale, nella stagione 1919-1920. In questa stagione segna anche la sua prima ed unica doppietta in carriera, il 21 dicembre 1919 in Ausonia Pro Gorla-Milan (0-10), ultima giornata del girone B delle Eliminatorie Lombarde. Chiude la stagione con 4 presenze e 2 gol, ed un totale di 6 presenze e 3 gol in prima divisione.
In seguito giocò anche con la maglia del Savona nelle serie minori.
Venne sepolto al Cimitero Maggiore di Milano; in seguito i suoi testi sono stati tumulati in una celletta, rimanendovi fino al termine dell'ultima concessione della stessa.